# Victoria Cup

Logo des Victoria Cup

Der Victoria Cup war ein zwischen 2008 und 2009 ausgetragener Eishockeywettbewerb. Der Wettbewerb sollte ursprünglich jährlich zwischen dem Sieger der europäischen Champions Hockey League und einem Vertreter der nordamerikanischen National Hockey League ausgespielt werden. Der Wettbewerb wurde von der Internationalen Eishockey-Föderation IIHF zu deren 100. Geburtstag ins Leben gerufen.
Benannt ist die Trophäe nach dem Victoria Skating Rink im kanadischen Montreal. Das Stadion wird als Geburtsstätte des Eishockeysports angesehen, da dort 1875 erstmals ein Hallen-Eishockeyspiel stattfand.
Nach dem Ausfall der CHL-Saison 2009/10 sollte der Victoria Cup im Jahr 2010 ursprünglich als Vergleich eines NHL-Clubs mit einem der Meister einer europäischen Top-Liga ausgetragen werden. Die Austragung fand jedoch nicht statt.

## Siegerliste
| Jahr | Gewinner         | Erg. | Finalgegner               | Spielort        |
| ---- | ---------------- | ---- | ------------------------- | --------------- |
| 2008 | New York Rangers | 4:3  | HK Metallurg Magnitogorsk | Bern, Schweiz   |
| 2009 | ZSC Lions Zürich | 2:1  | Chicago Blackhawks        | Zürich, Schweiz |

## Austragung 2008

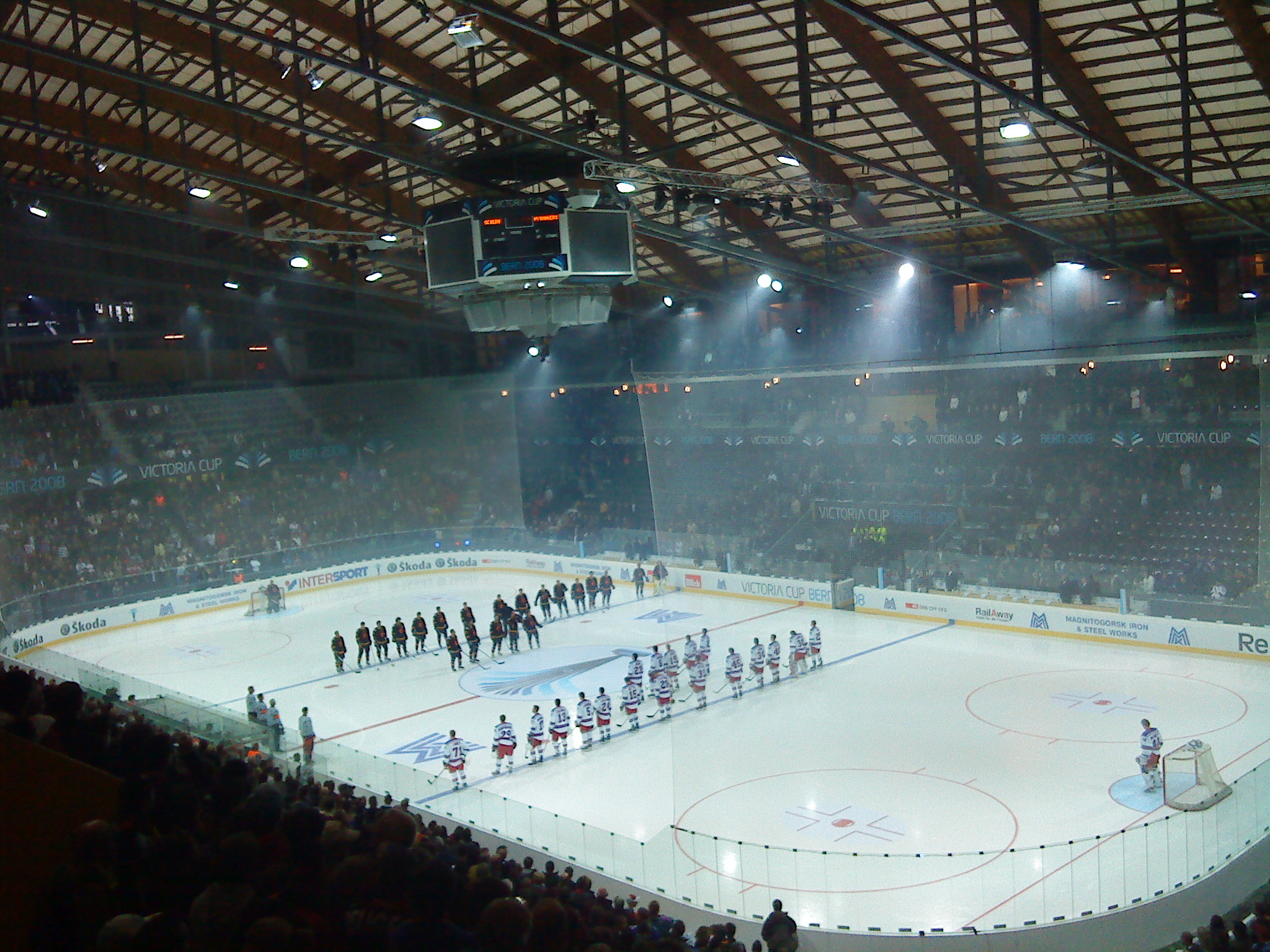
Die PostFinance Arena vor der Partie SC Bern gegen New York Rangers

Die erste Austragung des Victoria-Cups fand am 1. Oktober 2008 in der PostFinance-Arena in Bern statt. Als europäischer Vertreter nahm der Sieger des IIHF European Champions Cup 2008, der HK Metallurg Magnitogorsk, teil; die National Hockey League wurde durch die New York Rangers vertreten. Der Gewinner erhielt ein Preisgeld von einer Million Schweizer Franken (ca. 0,6 Millionen Euro). Es war das erste Aufeinandertreffen zwischen einem Klub der ehemaligen Sowjetunion und aus Nordamerika seit der Super Series 1991. Dank eines überragenden Schlussdrittels konnten die New York Rangers die Partie mit 4:3 für sich entscheiden, nachdem sie zur Hälfte des Spiels mit 0:3 zurücklagen. Durch ein Tor kurz vor Ende des zweiten Drittels und drei Treffern im Schlussabschnitt, konnten sie erstmals den Victoria Cup gewinnen. Insgesamt besuchten 13.794 Zuschauer die Partie.
Das Spiel wurde von einem Spiel der Traditionsmannschaften der Schweiz und Russlands am Tag des Cup-Spiels sowie einem Freundschaftsspiel zwischen dem Gastgeber SC Bern und den New York Rangers am 30. September 2008 begleitet. Letzteres war das erste Spiel einer Schweizer Mannschaft gegen ein NHL-Team. Die Rangers gewannen auch diese Partie vor 16.022 Zuschauern mit 8:1. Auch dort war die Entscheidung erst im Schlussdrittel gefallen, als den Rangers sechs Tore gelungen waren.
| Freundschaftsspiel 30. September 2008 19:30 Uhr | SC Bern T. Roche (41:02) | 1:8 (0:2, 0:0, 1:6) Spielbericht | New York Rangers D. Girardi (4:30) W. Redden (18:28) C. Drury (43:55) B. Dubinsky (44:22) P. Průcha (51:35) L. Korpikoski (52:35) C. Potter (55:31) B. Dubinsky (58:47) | PostFinance-Arena, Bern Zuschauer: 16.022 |

| Spiel um den Victoria Cup 1. Oktober 2008 19:30 Uhr | New York Rangers C. Drury (39:37) D. Fritsche (45:45) C. Drury (50:13) R. Callahan (59:40) | 4:3 (0:2, 1:1, 3:0) Spielbericht | HK Metallurg Magnitogorsk D. Platonow (1:28) W. Malenkich (18:07) N. Sawaruchin (30:20) | PostFinance-Arena, Bern Zuschauer: 13.794 |

### Siegermannschaft
Die New York Rangers um Cheftrainer Tom Renney, die sich mit dem Victoria Cup auf den in Europa stattfindenden Saisonauftakt der National Hockey League vorbereiteten, nominierten für die zwei Spiele insgesamt 26 Akteure. Darunter befanden sich drei Torhüter, acht Verteidiger und 15 Stürmer.
Die meisten Punkte im Dress der Rangers konnte Mannschaftskapitän Chris Drury verbuchen, dem drei der insgesamt zwölf New Yorker Treffer gelangen.
| Victoria-Cup-Sieger New York Rangers | Torhüter: Henrik Lundqvist, Stephen Valiquette, Miika Wiikman Verteidiger: Brian Fahey, Daniel Girardi, Dmitri Kalinin, Paul Mara, Corey Potter, Wade Redden, Michal Rozsíval, Marc Staal Angreifer: Blair Betts, Ryan Callahan, Nigel Dawes, Chris Drury, Brandon Dubinsky, Dan Fritsche, Scott Gomez, Lauri Korpikoski, Markus Näslund, Colton Orr, Petr Průcha, Patrick Rissmiller, Nikolai Scherdew, Fredrik Sjöström, Aaron Voros Cheftrainer: Tom Renney |

## Austragung 2009
Die zweite Austragung des Victoria-Cups fand am 29. September 2009 im Hallenstadion in Zürich statt. Als europäischer Vertreter nahm der Sieger der Champions Hockey League 2008/09, die ZSC Lions Zürich teil, die National Hockey League wurde durch die Chicago Blackhawks vertreten.
Nachdem im Vorjahr in Form des SC Bern im Vorfeld des eigentlichen Victoria Cups erstmals ein Schweizer Team auf eines der NHL getroffen war, kam es 2009 erneut zu zwei solchen Aufeinandertreffen, da einen Tag zuvor der amtierende Schweizer Meister HC Davos gegen Chicago spielte. Diese Partie gewannen die Blackhawks deutlich mit 9:2.
Das Spiel um den Victoria Cup startete mit einem frühen Tor für die Gäste aus Chicago, die durch Verteidiger Cam Barker in Führung gingen. Nur kurze Zeit später glich Patrik Bärtschi die Begegnung aus. Zwar hatten die Blackhawks im ersten und zweiten Drittel ein deutliches spielerisches Übergewicht, doch die Lions gingen nach 35 Minuten durch Lukas Grauwiler, der einen Abpraller verwertete, mit 2:1 in Front. Bereits zuvor hatte ein Pfostentreffer die Führung verwehrt. Im Schlussdrittel drückte Chicago noch einmal, schwächte sich aber durch unnötige Strafen selbst. Kurz vor Schluss vergab Lions-Spieler Bärtschi einen Penaltyschuss. Insgesamt besuchten 9.744 Zuschauer die Partie.
| Freundschaftsspiel 28. September 2009 20:15 Uhr | Chicago Blackhawks T. Brouwer (9:23) B. Campbell (13:20) P. Kane (17:14) E. Brophey (28:50) P. Sharp (35:10) R. Smoleňák (40:58) D. Keith (43:23) P. Kane (46:43) R. Smoleňák (51:09) | 9:2 (3:0, 2:1, 4:1) Spielbericht | HC Davos D. Widing (26:01) P. Guggisberg (54:39) | Hallenstadion, Zürich Zuschauer: 7.252 |

| Victoria Cup 29. September 2009 20:15 Uhr | ZSC Lions Zürich P. Bärtschi (12:25) L. Grauwiler (34:44) | 2:1 (1:1, 1:0, 0:0) Spielbericht | Chicago Blackhawks C. Barker (6:13) | Hallenstadion, Zürich Zuschauer: 9.744 |

### Siegermannschaft
Die ZSC Lions Zürich um Cheftrainer Sean Simpson nominierten für das Spiel insgesamt 28 Akteure. Darunter befanden sich zwei Torhüter, zehn Verteidiger und 16 Stürmer.
Mit Patrik Bärtschi, der den zwischenzeitlichen Ausgleich erzielt hatte, stellten die Lions auch den wertvollsten Spieler der Begegnung.
| Victoria-Cup-Sieger ZSC Lions Zürich | Torhüter: Lukas Flüeler, Ari Sulander Verteidiger: Claudio Cadonau, Patrick Geering, Pascal Müller, Alain Reist, Philippe Schelling, Daniel Schnyder, Mathias Seger, André Signoretti, Andri Stoffel, Radoslav Suchý Angreifer: Jan Alston, Mark Bastl, Patrik Bärtschi, Cyrill Bühler, Blaine Down, Ryan Gardner, Lukas Grauwiler, Oliver Kamber, Alexei Krutow, Thibaut Monnet, Domenico Pittis, Patrick Schommer, Peter Sejna, Jean-Guy Trudel, Adrian Wichser, Mike Wolf Cheftrainer: Sean Simpson |